# Arthur Radebaugh
Arthur Radebaugh fue un ilustrador, artista del aerógrafo, futurista, y diseñador industrial estadounidense. Creó un gran número de trabajos publicitarios para la industria del automóvil. Fue conocido por su experimentación artística con pintura fluorescente bajo luz negra, un interés que surgió de cuando trabajaba como diseñador para el Ejército de EE. UU. De 1958 a 1963 produjo una tira de cómic sindicado de los domingos titulada "¡Más cerca de lo que creemos!"